# U1 (Wenen)
U1 is een metrolijn in de Oostenrijkse hoofdstad Wenen. Het is de eerste als zodanig ontworpen Weense metrolijn, de lijn heeft sinds 2 september 2017 een lengte van 19,2 km en 24 stations. In 1969 werd met de bouw begonnen, het eerste gedeelte werd in 1978 geopend. De verlenging tot aan Leopoldau is in 2006 opgeleverd en de verlenging aan de zuidkant is in september 2017 geopend.

## Stations
| Station               | Overstappunt                    | Foto * | Type                         | Geopend          | Ligging                        | District     |
| --------------------- | ------------------------------- | ------ | ---------------------------- | ---------------- | ------------------------------ | ------------ |
| Wien Leopoldau        | S1, S2, S7, S8, S9, S15         | 110 !  | loods                        | 2 september 2006 | 48° 16′ 39″ NB, 16° 27′ 8″ OL  | Floridsdorf  |
| Großfeldsiedlung      |                                 | 120 !  | ondiep gelegen zuilenstation | 2 september 2006 | 48° 16′ 16″ NB, 16° 26′ 53″ OL | Floridsdorf  |
| Aderklaaer Straße     |                                 | 130 !  | maaiveld                     | 2 september 2006 | 48° 15′ 48″ NB, 16° 27′ 6″ OL  | Floridsdorf  |
| Rennbahnweg           |                                 | 140 !  | viaductstation               | 2 september 2006 | 48° 15′ 27″ NB, 16° 26′ 59″ OL | Donaustadt   |
| Kagraner Platz        |                                 | 150 !  | ondiep gelegen zuilenstation | 2 september 2006 | 48° 15′ 2″ NB, 16° 26′ 37″ OL  | Donaustadt   |
| Kagran                |                                 | 160 !  | viaductstation               | 3 september 1982 | 48° 14′ 36″ NB, 16° 26′ 0″ OL  | Donaustadt   |
| Alte Donau            |                                 | 170 !  | viaductstation               | 3 september 1982 | 48° 14′ 17″ NB, 16° 25′ 28″ OL | Donaustadt   |
| Kaisermühlen          |                                 | 180 !  | viaductstation               | 3 september 1982 | 48° 13′ 58″ NB, 16° 24′ 59″ OL | Donaustadt   |
| Donauinsel            |                                 | 190 !  | viaductstation               | 3 september 1982 | 48° 13′ 42″ NB, 16° 24′ 34″ OL | Donaustadt   |
| Vorgartenstraße       |                                 | 200 !  | enkelgewelfdstation          | 3 september 1982 | 48° 13′ 25″ NB, 16° 24′ 5″ OL  | Leopoldstadt |
| Wien Praterstern      | S1, S2, S3, S4, S7, S8, S9, S15 | 1030 ! | ondiep gelegen zuilenstation | 28 februari 1981 | 48° 13′ 5″ NB, 16° 23′ 31″ OL  | Leopoldstadt |
| Nestroyplatz          |                                 | 1035 ! | kuip                         | 24 november 1979 | 48° 12′ 54″ NB, 16° 23′ 6″ OL  | Leopoldstadt |
| Schwedenplatz         |                                 | 1040 ! | ondiep gelegen zuilenstation | 15 augustus 1978 | 48° 12′ 42″ NB, 16° 22′ 39″ OL | Innere Stadt |
| Stephansplatz         |                                 | 1070 ! | kolommenstation              | 18 november 1978 | 48° 12′ 29″ NB, 16° 22′ 18″ OL | Innere Stadt |
| Karlsplatz            | Badner Bahn                     | 1120 ! | pylonenstation               | 25 februari 1978 | 48° 12′ 0″ NB, 16° 22′ 13″ OL  | Innere Stadt |
| Taubstummengasse      |                                 | 1400 ! | kuip                         | 25 februari 1978 | 48° 11′ 37″ NB, 16° 22′ 13″ OL | Wieden       |
| Wien Südtiroler Platz | S1, S2, S3, S4, S8, S9, S15     | 1410 ! | dubbelgewelfdstation         | 25 februari 1978 | 48° 11′ 11″ NB, 16° 22′ 25″ OL | Wieden       |
| Keplerplatz           |                                 | 1420 ! | kuip                         | 25 februari 1978 | 48° 10′ 45″ NB, 16° 22′ 34″ OL | Favoriten    |
| Reumannplatz          |                                 | 1430 ! | kuip                         | 25 februari 1978 | 48° 10′ 29″ NB, 16° 22′ 41″ OL | Favoriten    |
| Troststraße           |                                 | 1440 ! | dubbelgewelfdstation         | 2 september 2017 | 48° 10′ 9″ NB, 16° 22′ 49″ OL  | Favoriten    |
| Altes Landgut         |                                 | 1450 ! | dubbelgewelfdstation         | 2 september 2017 | 48° 09′ 45″ NB, 16° 22′ 59″ OL | Favoriten    |
| Alaudagasse           |                                 | 1460 ! | ondiep gelegen zuilenstation | 2 september 2017 | 48° 09′ 11″ NB, 16° 22′ 57″ OL | Favoriten    |
| Neulaa                |                                 | 1460 ! | maaiveld                     | 2 september 2017 | 48° 08′ 44″ NB, 16° 23′ 11″ OL | Favoriten    |
| Oberlaa               |                                 | 1480 ! | viaductstation               | 2 september 2017 | 48° 08′ 32″ NB, 16° 24′ 8″ OL  | Favoriten    |

* De sorteerwaarde van de foto is de ligging langs de lijn